# Basukinath
Basukinath là một thành phố và là một notified area ở quận Dumka ở bang Jharkhand của Ấn Độ.

## Cơ cấu dân số
Theo cuộc điều tra dân số năm 2001 ở Ấn Độ,India Basukinath có dân số 14.119 người. Nam giới chiếm 52% và nữ giới chiếm 48% dân số. Basukinath có tỷ lệ biết chữ bình quân 54%, thấp hơn mức trung bình quốc gia 59,5%; với 62% đàn ông và 38% phụ nữ biết chữ. 17% dân số dưới 6 tuổi.